# Eotetranychus aceri
Eotetranychus aceri är en spindeldjursart som beskrevs av Reck 1948. Eotetranychus aceri ingår i släktet Eotetranychus och familjen Tetranychidae. Inga underarter finns listade i Catalogue of Life.